# おもちゃ王国
株式会社 おもちゃ王国（おもちゃおうこく）は岡山県玉野市に本拠を置く日本の企業である。同名のテーマパークグループ「おもちゃ王国」の設置・運営・フランチャイズ管理を主業務としている。「おもちゃ王国」は同社の登録商標（第4867891号ほか）である。

## 企業概要
閉園した王子ファンシーランド跡地を利用してテーマパークを運営し、初期費用を抑えることに成功したことから経営難あるいは閉鎖された遊園地やテーマパークの再建を手掛ける。
運営するパークは、「おもちゃの王国」すなわち「世界のあらゆるおもちゃを揃えた『玩具博物館』を兼ねた遊園地」をテーマとしている。
NHK教育テレビのキャラクターやタカラトミー（リカちゃん、トミカ、プラレールなど）、河田（ダイヤブロック）、田宮模型、サンリオなど、様々な玩具メーカーの協力を得て展示やアトラクションを作っている。
バンダイとバンプレストのスポンサードネットの対象から外された山陽放送が、放映を見送っていた「ウルトラマンメビウス」を番組販売購入扱いで数か月遅れで放映することになり、2006年7月から夏休み期間中の集中放送で番組スポンサーを引き受けた。

### 沿革
- 1995年 - 親会社であるサンヨープレジャーが、玉野市に在する第三セクター『玉野レクリエーション総合開発』の運営していたテーマパーク『王子ファンシーランド』の跡地を買い上げ、運営のために「株式会社 おもちゃ王国」を設立する。社長はサンヨープレジャー社長高谷茂男が兼務。
- 1999年 - 「軽井沢おもちゃ王国」（群馬県嬬恋村）が開園
- 2000年 - 「東条湖おもちゃ王国」（兵庫県加東市）が開園
- 2001年 - 「城島おもちゃ王国」（大分県別府市の城島高原）が開園
- 2003年 - 「東京ドームシティおもちゃ王国」（東京都文京区）が開園
- 2004年 - 「レオマおもちゃ王国」（香川県丸亀市綾歌町）が開園
- 2005年 - 高谷社長の岡山市長選出馬に伴う退任
- 2006年 - 「南知多おもちゃ王国」（愛知県知多郡美浜町）が開園
- 2007年5月 - 「岡山スカイガーデン 」が閉園
- 2010年7月 - ニューレオマワールドの経営権が大江戸温泉物語へ移行し「レオマおもちゃ王国」を閉園。運営会社のレオマユニティーも大江戸温泉物語に株式を売却。
- 2011年1月 - 東京ドームのフランチャイズ契約終了に伴い、東京ドームシティおもちゃ王国を閉園[1]。
- 2017年1月 - 「城島おもちゃ王国」が閉園

## 運営テーマパーク

### 現在運営しているテーマパーク
- おもちゃ王国
  - 直営パーク
    - おもちゃ王国 - 玉野市。総本部。

  - フランチャイズパーク
    - 軽井沢おもちゃ王国 - 1999年開園。旧軽井沢プレイランド。
      - 自然の中のアスレチック「わくわく大冒険の森」。野外のアトラクション。屋内でこえだちゃん、メルちゃん、トミカプラレール、リカちゃん、シルバニアファミリー、ダイヤブロック等に触れて遊べる「おもちゃのお部屋」もある。

    - 東条湖おもちゃ王国 - 2000年開園。旧東条湖ランド。
    - 南知多おもちゃ王国 - 2006年開園。名鉄系 南知多ビーチランド内。
- おもちゃ大使館 - アルネ・津山内の屋内型遊技場。
- 瀬戸内ナチュラルフィールド - おもちゃ王国に隣接したオートキャンプ場。

### 以前運営していたテーマパーク
- おもちゃ王国
  - レオマおもちゃ王国 - （直営）2004年～2010年7月。ニューレオマワールド内にあり、運営は別会社のレオマユニティーが行っていた。
  - 東京ドームシティおもちゃ王国 - （フランチャイズ）2003年～2011年1月19日。東京ドームシティ内。
  - 城島おもちゃ王国 - （フランチャイズ）2001年～2017年1月8日。城島高原パーク内。
- その他
  - 岡山スカイガーデン - （直営）～2007年5月。運営は親会社のサンヨープレジャーが行っていた。

## キャラクター
シーゲルン1世
おもちゃ王国の王様。知恵の本を読むのが趣味。名前は前社長の「茂男」に由来。
ハート姫
フランス人形の姫。お淑やかではあるが、内緒で自由になりたいときはステッキで変身する。
ピンキー
うさぎのぬいぐるみ。リンゴや花の蜜といった甘いものが大好きな所謂甘党。
ブレイブ
わんぱくで少し怒りん坊だが正義感が強く勇ましいおもちゃの兵隊。青の制服が目印。好きなものはパレードや祭り。テンダーとは双子の関係。
テンダー
少し臆病な心優しいおもちゃの兵隊。赤の制服が目印。ブレイブとは双子の関係。
ベロベロミドリン
見た目は緑色のボール。王様の大の仲良し。

## おもちゃ王国（本部）
- 706-0153 岡山県玉野市滝1640-1
- 営業時間 10:00-17:00
- 休園日 毎週火曜日（年末年始を除く。ただし春夏冬休みやゴールデンウィーク期間中は無休。冬季にメンテナンス休業期間あり。）
- 入園料 大人1000円、小人800円（小人：2歳～小学生まで）2歳未満は無料
- 乗り物利用料・園内遊具 1回300円（一部遊具を除く）
- 園内パビリオン入場料 無料（一部有料施設あり）

### アクセス

#### バス
- JR岡山駅・JR宇野駅より両備バス玉野渋川特急が運転（土日祝・春夏冬休みとゴールデンウィーク期間中のみ）
- JR岡山駅と天満屋バスセンターから80分（片道1020円）、宇野駅から25分（片道490円）

## 提供番組

### 過去の提供番組
- じゃじゃじゃじゃ〜ン!（2019年10月 - 2020年9月27日、岡山放送ローカル枠）

## 歴代おねえさん代表
- 2015年4月 - 桃瀬美咲（岡山県出身）が初代PRキャラクターに就任。
- 2019年3月 - 木下彩音（京都府出身）に交代。